# Zorzines wernerthomasi
Zorzines wernerthomasi là một loài bướm đêm trong họ Noctuidae.